# Inside Outside
Inside / Outside este un roman science fiction al scriitorului american Philip José Farmer. Lansat inițial în 1964, romanul explorează întrebarea ce se întâmplă înainte ca sufletele să locuiască în corpurile umane și cum sunt ele create.

## Rezumat
După un accident rutier, Jack Cull (un joc de cuvinte bazat pe cuvântul „șacal”) se trezește într-un loc bizar numită „Iadul”. O sferă uriașă cu un soare în centru, populația Iadului este formată din oameni decedați și demoni; oamenii au aceeași minte și același corp ca atunci când au murit, nu există boală sau foamete, iar cei decedați revin la viață în câteva ore. Cutremurele au loc frecvent. Oamenii au preluat controlul asupra Iadului și au înlocuit inscripția tradițională (așa cum și-a imaginat-o Dante), „Abandonează orice speranță...” (scrisă în italiană) cu una nouă: „Nu abandona speranța” (scrisă în ebraică). 
Cull se duce la locul său de muncă și aude că misteriosul „X”, un analog al lui Iisus Hristos, a fost ucis de o mulțime indisciplinată. Alături de Phyllis și Fyodor, bazat pe Feodor Dostoievski, Jack investighează moartea acestuia. Ajungând într-o canalizare, ei află că „Iadul” este de fapt o navă spațială masivă, controlată de ființe extraterestre hiper-morale, ultra-puternice, care au posibilitatea de a captura multe, dacă nu chiar toate sufletele, încorporându-le în corpuri nemuritoare (cu condiția să fie hrănite periodic). Totuși, capturarea sufletelor este un proces imperfect și multe suflete sunt pierdute în vid. Deși corpurile sunt mai mult sau mai puțin nemuritoare, vine un moment în care extratereștrii le distrug atunci când simt că sufletele au progresat la un nivel acceptabil. Chiar și atunci, nu toate corpurile sunt distruse, iar unele rămân în nava spațială în timp ce călătorește în jurul galaxiei.

## Muzică
Inside / Outside este inspirația pentru piesa lui Kevin Healey, „Automatic Prophet” (versuri de Charlie Weber).

## Traduceri
- 1966 - italiană: L'inferno a rovescio[2]
- 1967 - neerlandeză: Binnenste buiten
- 1968 - franceză: L'univers à l'envers
- 1973 - germană: Die synthetische Seele
- 1976 - spaniolă: Mundo infierno
- 1992 - rusă: Шиворот-навыворот[3]; 1997: Мир наизнанку[4]
- 1997 - portugheză: Além do Inferno

## Vezi și
- 1964 în științifico-fantastic
- Iadul în ficțiune